# Тишкевич-Азважинский, Семён Петрович
Семён Петрович Тишкевич-Азважинский (1894—1938) — советский украинский композитор, музыкальный деятель. Ректор Киевского музыкально-драматического института имени Н. В. Лысенко в 1932—1934 годах.

## Биография
Тишкевич-Азважинский родился в 1894 году в Борисове, Минская губерния. Музыкальное образование по композиции получил у Г. Л. Любомирского.
В 1932—1934 годах был ректором Государственного музыкально-драматического института имени Н. В. Лысенко в Киеве. Впоследствии директор Центральной станции художественной самодеятельности (до 16 июля 1938 года).
Несмотря на проведение им партийной линии, Тишкевич-Азважинский был репрессирован. Приговорён Киевской областной тройкой 7 октября 1938 года. Расстрелян 14 октября 1938 года в селе Быковня. 18 марта 1958 года был реабилитирован посмертно.
Среди его произведений — музыкальная поэма «Декабристы» (I премия Республиканского конкурса на лучшее сочинение к 100-летнего юбилея восстания декабристов, 1925) — во время арестов рукопись бесследно исчезла; «Восточный танец»; «Господи, тоску мою поневоль» (украинский перевод М. Рыльского); камерные и фортепианные композиции; более 30 романсов на слова Т. Шевченко, А. Пушкина, С. Надсона, А. Ахматовой, М. Рыльского.